# Jocquestus roeweri
Espèce
Synonymes
- Trachelas roeweri Lawrence, 1938

Jocquestus roeweri est une espèce d'araignées aranéomorphes de la famille des Trachelidae.

## Distribution
Cette espèce est endémique du KwaZulu-Natal en Afrique du Sud,.

## Description
La femelle holotype mesure 4,5 mm.
Les mâles mesurent de 3,50 à 3,70 mm et les femelles de 2,30 à 4,10 mm.

## Étymologie
Cette espèce est nommée en l'honneur de Carl Friedrich Roewer.

## Publication originale
- Lawrence, 1938 : A collection of spiders from Natal and Zululand. Annals of the Natal Museum, vol. 8, p. 455-524.